# Três Palmeiras
Três Palmeiras este un oraș în Rio Grande do Sul (RS), Brazilia.